# Quercus texana
Quercus texana är en bokväxtart som beskrevs av Samuel Botsford Buckley. Quercus texana ingår i släktet ekar, och familjen bokväxter. Inga underarter finns listade i Catalogue of Life.

## Bildgalleri

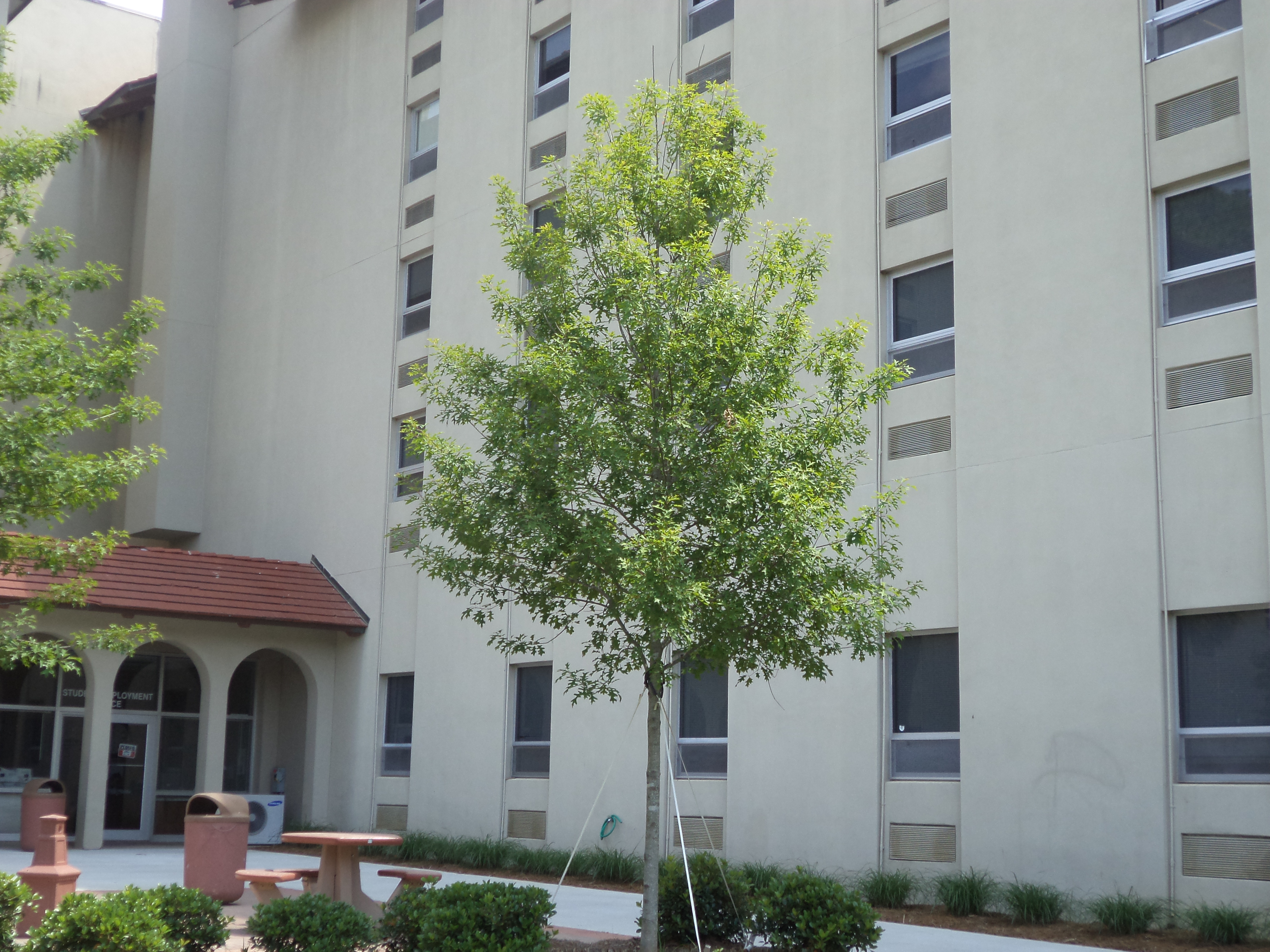
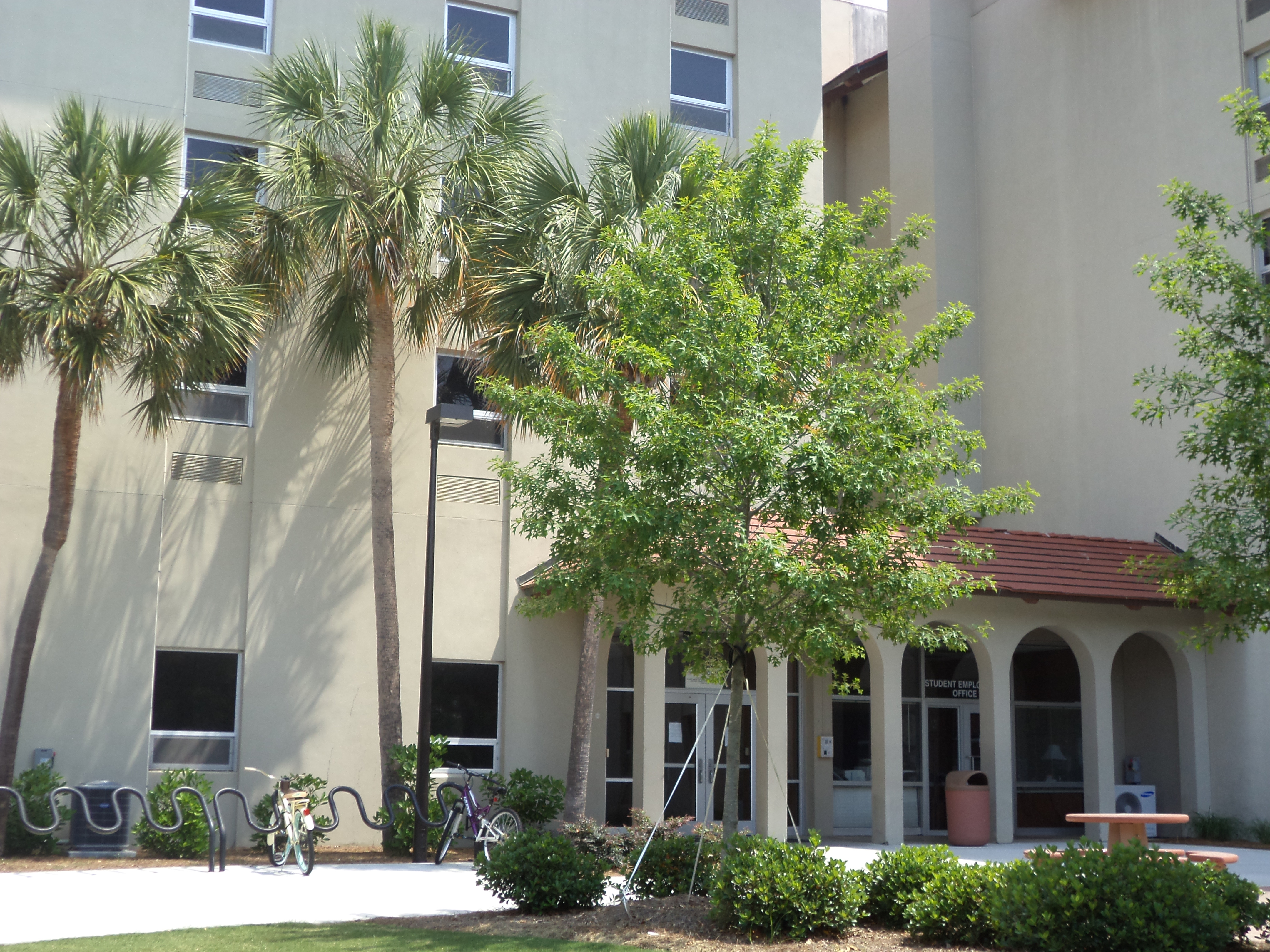
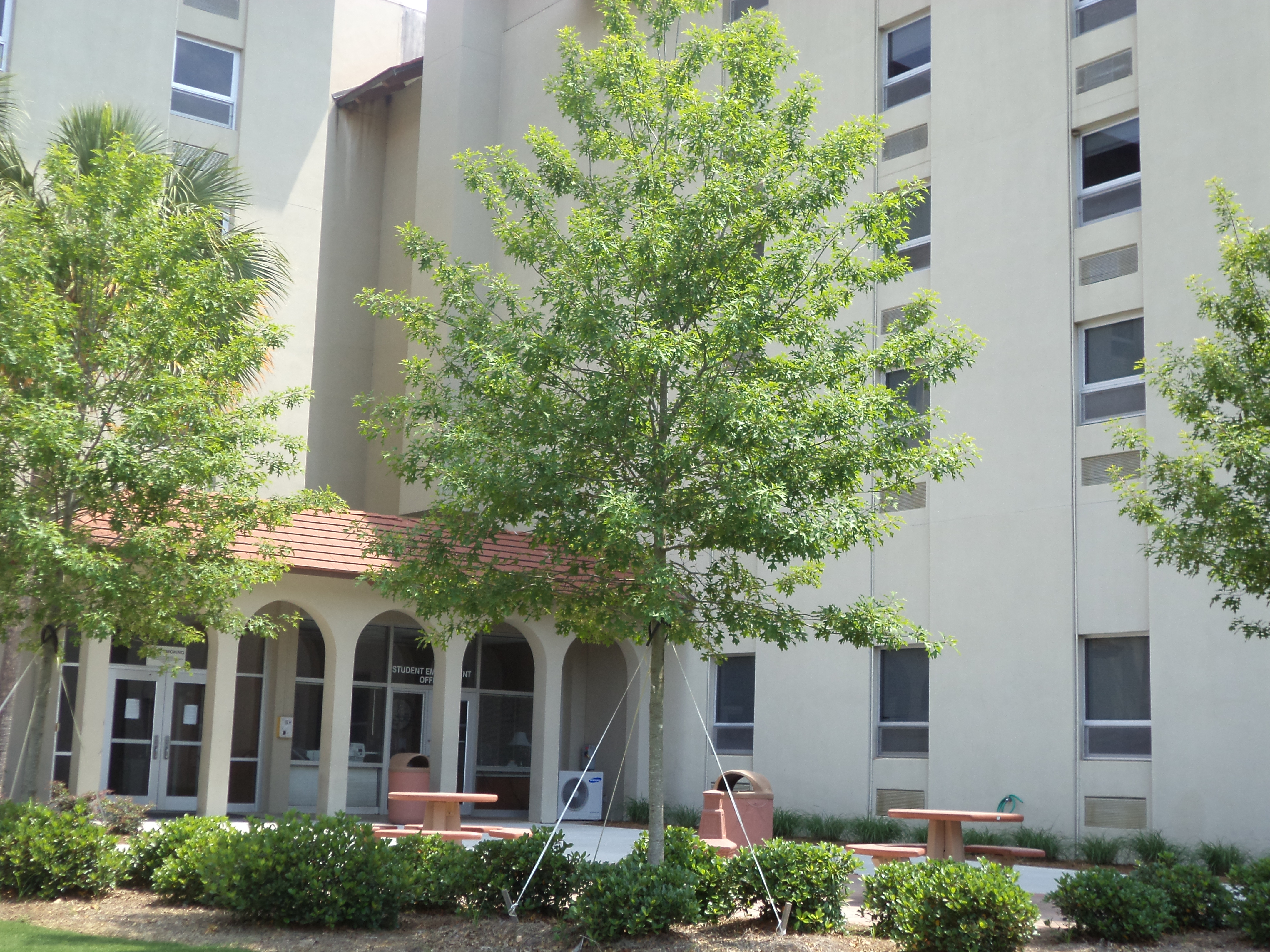
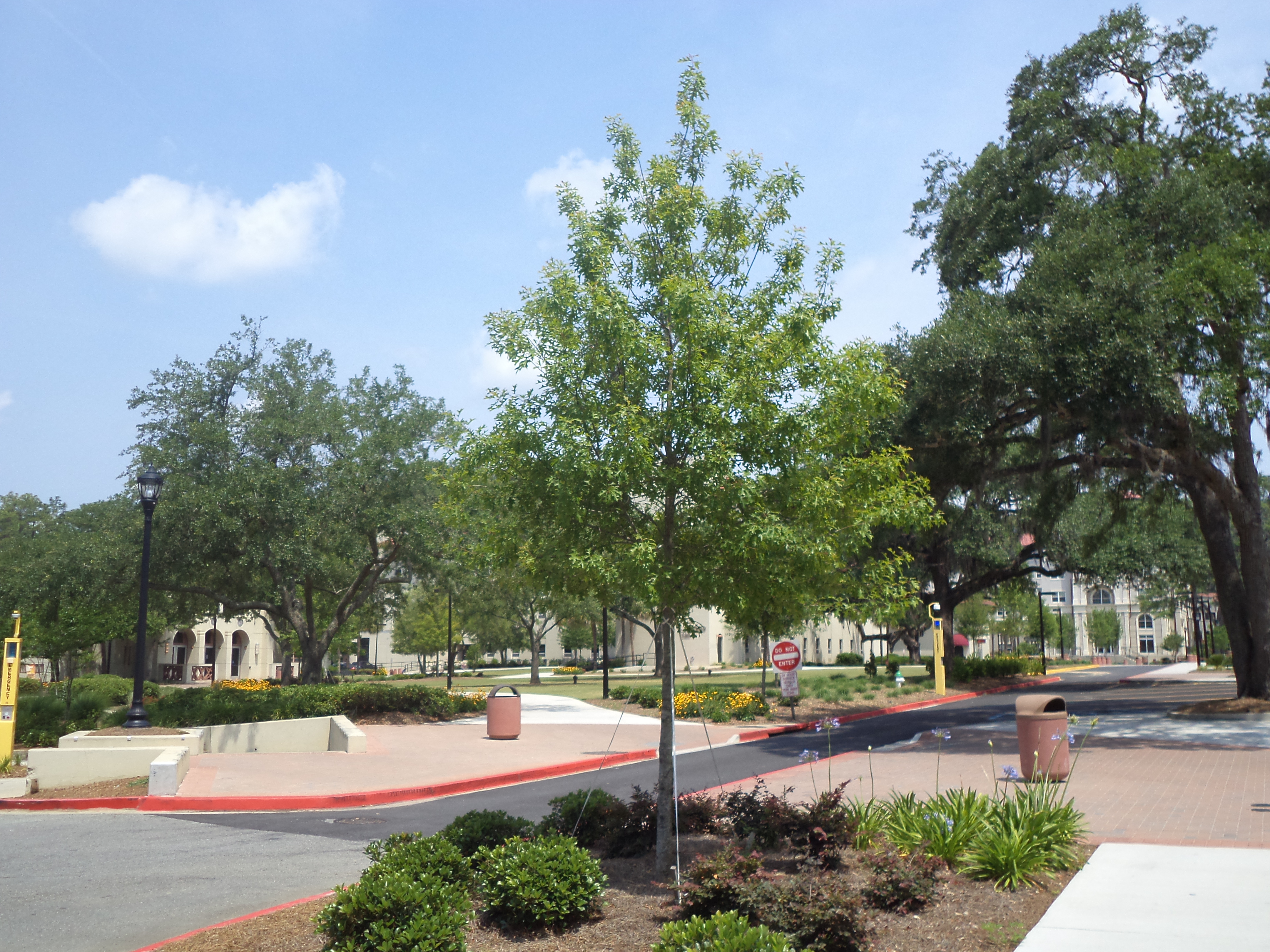
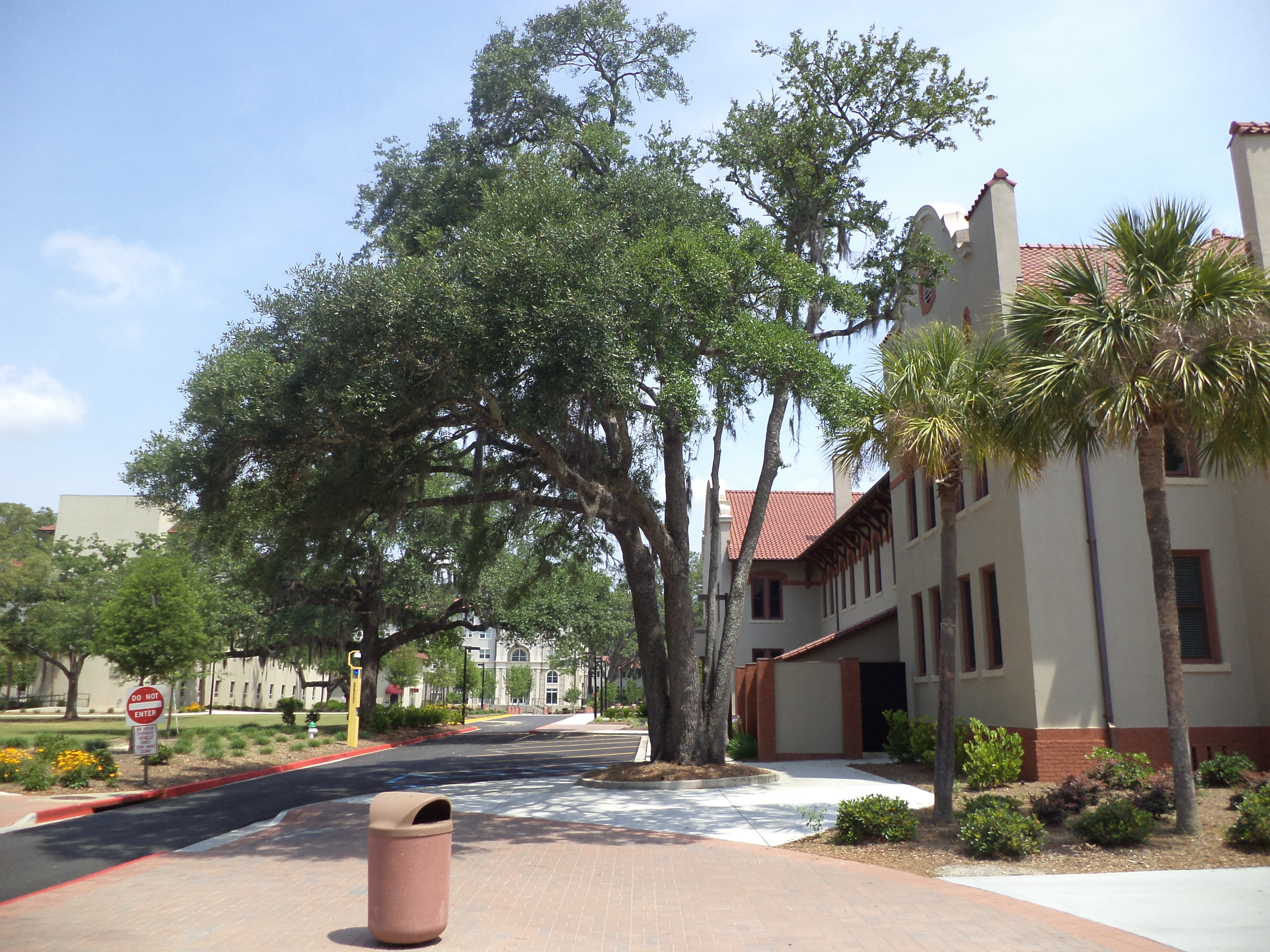
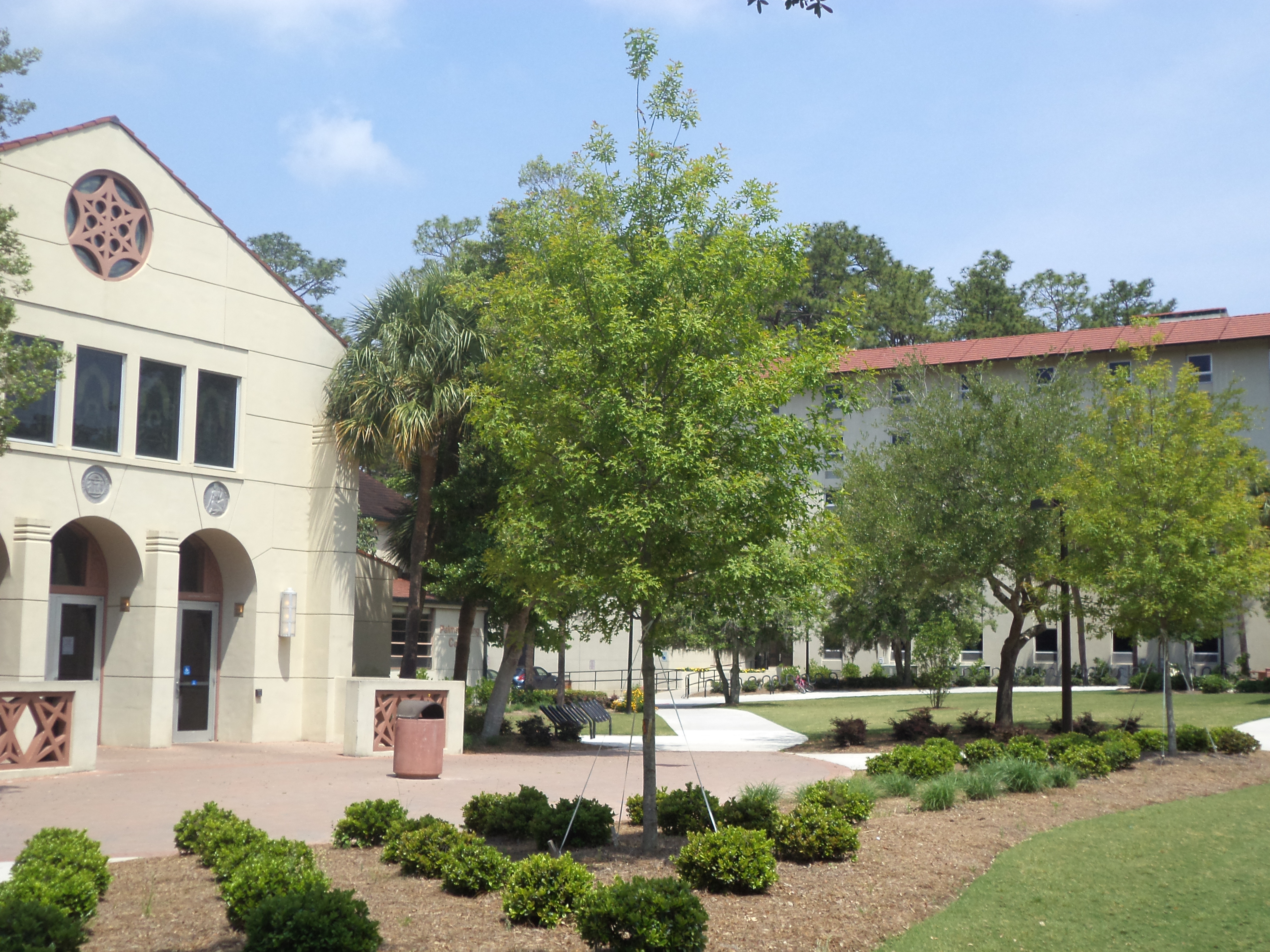